# 森安彦
森 安彦（もり やすひこ、1934年12月8日-　）は、日本史学者、国文学研究資料館名誉教授。
東京生まれ。1958年東京教育大学文学部卒、1966年同大学院文学研究科博士課程単位修得、1977年同大学院史学専攻博士課程修了、「幕藩制支配における基礎構造の展開と農民闘争の研究」で東京教育大学文学博士。信州大学教育学部教授。国文学研究資料館教授、館長。1998年定年退官、名誉教授、中央大学文学部教授。2005年定年退職。
2025年3月19日、誤嚥性肺炎により死去。

## 著書
- 『幕藩制国家の基礎構造 村落構造の展開と農民闘争』吉川弘文館、1981年。
- 『古文書が語る近世村人の一生』平凡社 セミナー「原典を読む」 1994年
- 『古文書を読もう』講談社選書メチエ 2003年
- 『古文書からのメッセージ』三省堂 2005年

### 共編著
- 近世村落史研究会 編『武州世直し一揆史料』慶友社、1971年。
- 近世村落史研究会 編『武州世直し一揆史料2』慶友社、1974年。
- 『村方騒動と世直し : 世直し状況の研究 上』（佐々木潤之介 編）青木書店〈歴史学研究叢書〉、1972年。
- 『村方騒動と世直し : 世直し状況の研究 下』（佐々木潤之介 編）青木書店〈歴史学研究叢書〉、1973年。
- 『論集日本歴史 7 幕藩体制 1』（大舘右喜 共編）有精堂出版、1973年。
- 『論集日本歴史 8 幕藩体制 2』（大舘右喜 共編）有精堂出版、1973年。
- 『旧信濃国善光寺平豪農大鈴木家文書』鈴木陽、1982年。
- 『小泉次太夫と用水開発』（吉原健一郎 共編著）文献出版〈日本海地域史研究 第13輯 村上直先生退官記念論集 特集：幕藩制支配と地域動向〉、1996年、25 - 44頁。
- 『地域社会の展開と幕藩制支配』編 名著出版 2005年
- 世田谷区立郷土資料館 編『世田谷区史料叢書 第1～19巻』（解説）世田谷区教育委員会。
  - 『世田谷区史料叢書 第1巻』（旧上野毛村田中家文書・御用留編 1）、1985年。
  - 『世田谷区史料叢書 第2巻』（旧上野毛村田中家文書・御用留編 2）、1987年。
  - 『世田谷区史料叢書 第3巻』（旧上野毛村田中家文書・御用留編 3）、1988年。
  - 『世田谷区史料叢書 第4巻』（旧上野毛村田中家文書・御用留編 4）、1989年。
  - 『世田谷区史料叢書 第5巻』（旧上野毛村田中家文書・御用留編 5）、1990年。
  - 『世田谷区史料叢書 第6巻』（旧上野毛村田中家文書・御用留編 6）、1991年。
  - 『世田谷区史料叢書 第7巻』（旧上野毛村田中家文書・御用留編 7）、1992年。
  - 『世田谷区史料叢書 第8巻』（旧上野毛村田中家文書・御用留編 8）、1993年。
  - 『世田谷区史料叢書 第9巻』（旧上野毛村田中家文書・御用留編 9）、1994年。
  - 『世田谷区史料叢書 第10巻』（旧上野毛村田中家文書・御用留編 10）、1995年。
  - 『世田谷区史料叢書 第11巻』（旧奥沢村原家文書・金銭出入帳編 1）、1996年。
  - 『世田谷区史料叢書 第12巻』（旧奥沢村原家文書・金銭出入帳編 2）、1997年。
  - 『世田谷区史料叢書 第13巻』（世田谷代官大場家文書・金銭出入帳編1）、1998年。
  - 『世田谷区史料叢書 第14巻』（世田谷代官大場家文書・金銭出入帳編2）、1999年。
  - 『世田谷区史料叢書 第15巻』（世田谷代官大場家文書・金銭出入帳編3）、2000年。
  - 『世田谷区史料叢書 第16巻』（旧太子堂村森家文書・金銭出入帳編1）、2001年。
  - 『世田谷区史料叢書 第17巻』（旧太子堂村森家文書・金銭出入帳編2）、2002年。
  - 『世田谷区史料叢書 第18巻』（旧太子堂村森家文書・金銭出入帳編3）、2003年。
  - 『世田谷区史料叢書 第19巻』（旧太子堂村森家文書・金銭出入帳編4）、2004年。
  - 『世田谷区史料叢書 総目録』（第11巻～第19巻の史料の総目録）、2004年。

## 論文
- <森安彦